# Esfondrament del Carmel
L'esfondrament del Carmel va ser un moviment de terres amb el resultat d'un esvoranc creat per accident en la construcció d'un túnel al barri del Carmel de Barcelona el 27 de gener de 2005. La construcció del túnel es feia per a l'ampliació de la línia 5 del metro de Barcelona i s'havia de fer servir com a cua de maniobres. El fet va conduir a una crisi social i política sobre la gestió de les obres, l'anomenada crisi del Carmel.

## Fets
L'episodi havia començat el dia 25 de gener del 2005, quan un despreniment en l'esmentat túnel va obligar a desallotjar el garatge i l'edifici del número 10 del carrer Calafell. Aquesta mesura evità haver de lamentar víctimes mortals.
Dos dies després, el 27 de gener al matí es va enfonsar el túnel de l'ampliació de la línia 5 del metro de Barcelona ocasionant un esvoranc d'uns 35 metres de profunditat i 30 de diàmetre, ocupat per un garatge al carrer Calafell, 12. Les destrosses ocasionades per l'esfondrament només varen provocar pèrdues materials.
A conseqüència de l'esfondrament, el mateix dia 27 es van desallotjar les famílies de 84 edificis (500 habitatges) i 2 col·legis, essent un total de 1.057 les persones afectades. L'endemà, alguns veïns van poder recollir alguns dels seus objectes personals.
El dia 31, 350 veïns van rebre permís per tornar als seus domicilis, però no tots s'hi van traslladar, ja que temien per la seva seguretat. El dia 2 de febrer, molts veïns afectats van rebre tres certificats garantint la seguretat del subsol. Tanmateix, l'endemà va haver-hi un segon col·lapse, de molta menys magnitud que el primer, però que va obligar a desallotjar de nou molts veïns que ja havien estat reallotjats. La invalidesa dels certificats i els redesallotjaments va fer que els veïns perdessin la confiança amb el Govern català i l'Ajuntament i es comencessin a demanar dimissions. El dia 4, la Generalitat va informar que tres edificis estaven greument afectats i s'haurien d'enderrocar. Dies després, s'anunciaria l'enderrocament d'un quart immoble.
Les feines d'estabilització del terreny es van iniciar el dia 4 de febrer. Van consistir en el reblert de l'esvoranc amb formigó i una extensa campanya d'injeccions.
El dia 6 de febrer, Pasqual Maragall i Joan Clos van visitar la zona. L'endemà, el president de la Generalitat va comparar l'esfondrament del Carmel amb el desastre del Prestige. L'anunci de l'arribada de recursos europeus va ser desmentit l'endemà.
El dia 9 de febrer, el conseller de Política Territorial i Obres Públiques, Joaquim Nadal va comparèixer al Parlament. Els grups del govern van votar en contra de la creació d'una comissió d'investigació.
A mitjans de febrer, alguns veïns van poder veure els nous pisos del carrer Garcilaso.

## Conseqüències polítiques
El 26 de febrer el Partit Popular va presentar una moció de censura al president, Pasqual Maragall, que no va arribar a votar-se per la retirada de la moció per part del mateix PP. Durant el debat parlamentari de la moció, però, Maragall va acusar el govern de CiU de rebre comissions il·legals de les constructores a canvi de contractar-les. Precisament va ser la crisi del Carmel la que va deixar la famosa frase de Pasqual Maragall als convergents: “Vostès tenen un problema, i aquest problema es diu 3 %”, fent al·lusió a les sospites d'aquestes comissions. Esclatava la  crisi del 3%. Maragall va acabar retirant les seves paraules davant l'amenaça de CiU de frenar l'Estatut. A part de la investigació judicial per esclarir les responsabilitats de l'esfondrament, finalment, es va crear una comissió d'investigació, que va aprovar les seves conclusions el dia 25 de maig.
Arran de l'esfondrament del Carmel, el Parlament de Catalunya va aprovar el 2005 la creació de l'Institut Geològic de Catalunya amb personalitat jurídica pròpia i plena capacitat d'obrar per a exercir les seves funcions.
A nivell veïnal, les conseqüències directes van ser la creació del Partit Carmel-Partit Blau, per representar els veïns del Carmel a les eleccions, i la constitució de la plataforma AVE pel litoral, davant de la por a nous esvorancs al centre de la ciutat a conseqüència de les obres del TGV.

### Partit Carmel-Partit Blau
Va ser un partit polític català d'àmbit nacional, actiu entre 2005 i 2008, que englobava plataformes, associacions i entitats veïnals, fruit de les mobilitzacions sorgides arran de l'esfondrament del Carmel. El Partido Azul, partit que defensava el traçat de l'AVE Madrid-Barcelona pel litoral. es definia com a grup de gent cansada de l'immobilisme de l'administració i de la manca de representació ciutadana. Van dur a terme algunes iniciatives com enviar al Defensor del Poble un vídeo sobre la situació del barri del Carmel i denunciar AENA davant la fiscalia per la contaminació acústica dels avions a Castelldefels.
A les eleccions al Parlament de Catalunya de 2006 es va presentar amb el suport de l'Associació de Damnificats del Carmel, però només va obtenir 1.039 vots. A les eleccions municipals de 2007 presentaren candidatures als ajuntaments de Barcelona, Castelldefels i Tàrrega. El partit va obtenir 618 vots a Barcelona, 71 vots a Castelldefels, i 216 vots a Tàrrega.

## Consideracions tècniques
El túnel s'havia excavat segons el nou mètode austríac, a secció completa i discorria per un subsòl format per l'alternança d'arenisques, gresos i pissarres i, segons els informes, era d'una arenisca amb un rock mass rating (RMR) de 42 a la zona de l'accident. Sis mesos després d'haver-se excavat la secció completa, la convergència del túnel detectada, que fou de 60 mm, va obligar a executar una contravolta en la zona de l'accident. Quan s'estaven rebaixant els 70 cm necessaris per a albergar la contravolta de 30 cm, es va tocar la base d'un pla de discontinuïtat paral·lel a l'eix del túnel, descobert a posteriori. La constructora, la direcció d'obra i la Direcció de Ports i Transports de la Generalitat de Catalunya opinaren diferentment sobre si la discontinuïtat era una falla vertical o simplement una zona més diaclassada, però en tot cas, havia servit de llit d'un antic torrent i, per tant, hi havia aigua. Tampoc se sap encara amb certesa si l'excavació per a la contravolta es feu correctament o no. Immediatament, va aparèixer una xemeneia (dia 25, 1/4 de 9 del matí) i seguidament van començar les tasques d'estabilització (bàsicament projecció de formigó), però encara ningú va témer un col·lapse global, ja que la formació de xemeneies no és estranya. L'estabilització, però, no va ser suficient i el col·lapse global es va produir el dia 27.
Pel que fa a la prolongació del Metro, l'esfondrament va causar un retard de dos anys en l'execució de les obres.